# Enea Silvio Caprara
Enea Silvio Caprara (Bologna, 16 novembre 1631 – Vienna, 3 febbraio 1701) è stato un generale austriaco.
Enea Silvio era figlio del senatore bolognese Niccolò Caprara, conte di Pantano.

## Biografia

### La prima guerra contro la Francia
Imparentato con il conte Raimondo Montecuccoli, lo seguì in Austria entrando nell'esercito imperiale. Combatté al comando del Montecuccoli contro i turchi ed i francesi. Nel 1674, nel corso della guerra d'Olanda, ottenne un proprio comando di cavalleria sul fronte del Reno e partecipò alle battaglie di Sinsheim, di Enzheim ed a quella di Mulhouse (nel corso della quale fu preso prigioniero dal nemico) contro i francesi del Gran Turenne (rispettivamente giugno, ottobre e dicembre del 1674), nelle quali l'esercito imperiale fu sconfitto dal grande stratega francese. Liberato, partecipò ancora al conflitto sul fronte del Reno fino al 1678.

### La prima guerra contro i turchi
Nel 1683, con l'inizio della quinta guerra austro-turca, combatté come comandante di cavalleria i ribelli ungheresi e partecipò alla cacciata dei turchi dalla postazione fortificata di Nußdorf. Nello stesso anno fu nominato feldmaresciallo d'Austria. Tornato al servizio del duca di Lorena contro i turchi, fu aggregato al principe elettore di Baviera durante l'assedio di Buda del 1684 e l'anno seguente avanzò in Ungheria e si distinse nell'assedio e successiva occupazione di Neuhäusel dal 7 luglio al 17 agosto 1685. Nel 1686 si spinse combattendo fino al confine transilvano.

### La guerra della Lega di Augusta (o della Grande Alleanza)
Allo scoppio della guerra della Grande Alleanza (1688 – 1697) Caprara fu nominato comandante in capo delle forze imperiali del Nord-Italia ove tentò, con il Vittorio Amedo II, duca di Savoia l'occupazione del Delfinato. Il 4 ottobre 1693 fu sconfitto, con il duca di Savoia ed Eugenio di Savoia, dal maresciallo di Francia Catinat nella battaglia della Marsaglia, nei pressi della città di Torino.

### Di nuovo contro i turchi
Nel 1694 fu ritrasferito in Ungheria a combattere i turchi, ove respinse tutti gli attacchi nemici alla fortezza di Petrovaradin. Nel 1697 fu affiancato come vice-comandante a Federico Augusto I, principe elettore di Sassonia, che dal 1695 era stato nominato comandante in capo delle truppe del Sacro Romano Impero, impegnate contro i turchi nella quinta guerra austro-turca. Tuttavia i rapporti fra i due divennero subito pessimi e si impose la necessità di sostituire il Caprara, che rappresentava la corona degli Asburgo in una guerra che vedeva il loro regno particolarmente impegnato ma con l'esercito comandato dal titolare di una potenza di rango inferiore. Caprara fu richiamato a Vienna, ove ebbe la vicepresidenza del Consiglio di guerra di Corte ed il sostituto fu trovato, ironia della sorte, in Eugenio di Savoia che ricevette la nomina il 25 aprile 1697.